# Kathleen Booth
Kathleen Booth   (Stourbridge, 9 de juliol de 1922 - Sooke, 29 de setembre de 2022), de soltera Kathleen Britten, va ser una matemàtica britànica dedicada amb el seu marit al desenvolupament d'ordinadors.
Kathleen Britten es va graduar en matemàtiques el 1942 al Royal Holloway College i, a continuació es va incorporar. com oficial de recerca a la Royal Air Force fins que es va acabar la Segona Guerra Mundial. El 1946 es va incorporar al Birkbeck College per treballar en el projecte de desenvolupament d'ordinadors genèrics que dirigia Andrew Donald Booth, amb qui es casaria el 1950, al mateix temps que obtenia el doctorat a la universitat de Londres. Mentre ell dissenyava l'aritmètica del control dels relés d'alta velocitat "siemens", ella desenvolupava els programes per dirigir aquests artefactes. El 1947 havien estat un semestre a Princeton estudiant l'arquitectura de von Neumann per aplicar-la al seu projecte, i Kathleen ja havia desenvolupat un programa que seria el primer llenguatge d'assemblador.
El 1961, cansats delpoc reconeixement que tenien a Birkbeck, van dimitir tots dos i se'n van anar al Canadà on van ser professors de la universitat de Saskatchewan (1962-1972) i de la universitat Lakehead (1972-1978), fions que es van retirar a l'illa de Vancouver el 1978, per explotar el seu propi negoci d'assessorament informàtic.
Kathleen Booth va morir el 2022 amb cent anys d'edat complerts.